# شبكة أوتريخت
شبكة أوتريخت (بالهولندية: Utrecht Network) هي شبكة من الجامعات الأوروبية. تأسست في عام 1987، وتروج الشبكة لتدويل التعليم العالي من خلال المدارس الصيفية وتبادل الطلاب والموظفين والدرجات المشتركة.

## قائمة الجامعات الأعضاء في شبكة أوتريخت
| النمسا - جامعة غراتس بلجيكا - جامعة أنتويرب جمهورية التشيك - جامعة ماساريك الدنمارك - جامعة آرهوس إستونيا - جامعة تارتو فنلندا - جامعة هلسنكي فرنسا - جامعة ليل - جامعة لويس باستور ألمانيا - جامعة الرور في بوخوم - جامعة ليبزج اليونان - جامعة أرسطو المجر - جامعة أوتفوش لوراند أيرلندا - كلية كورك الجامعية إيطاليا - جامعة بولونيا لاتفيا - جامعة لاتفيا |  | ليتوانيا - جامعة فيلنيوس مالطا - جامعة مالطا هولندا - مدرسة أوتريخت للفنون - جامعة أوتريخت النرويج - جامعة برجن بولندا - جامعة جاغيلونيان البرتغال - جامعة قلمرية رومانيا - جامعة أليكساندرو إيوان كوزا سلوفاكيا - جامعة كومينيوس سلوفينيا - جامعة ليوبليانا إسبانيا - جامعة كمبلوتنسي بمدريد - جامعة بلنسية السويد - جامعة لوند سويسرا - جامعة بازل تركيا - جامعة البسفور المملكة المتحدة - جامعة الملكة - جامعة هل |

## أعضاء سابقون
| آيسلندا - جامعة أيسلندا |

1. ↑  وصلة مرجع: https://eua.eu/about/member-directory.html. الوصول: 16 يوليو 2019.